# Liste der Kulturgüter in Deitingen
Die Liste der Kulturgüter in Deitingen enthält alle Objekte in der Gemeinde Deitingen im Kanton Solothurn, die gemäss der Haager Konvention zum Schutz von Kulturgut bei bewaffneten Konflikten, dem Bundesgesetz vom 20. Juni 2014 über den Schutz der Kulturgüter bei bewaffneten Konflikten sowie der Verordnung vom 29. Oktober 2014 über den Schutz der Kulturgüter bei bewaffneten Konflikten unter Schutz stehen.
Objekte der Kategorie A sind im Gemeindegebiet nicht ausgewiesen, Objekte der Kategorie B sind vollständig in der Liste enthalten, Objekte der Kategorie C fehlen zurzeit (Stand: 1. Januar 2023).

## Kulturgüter
| Foto | | Objekt                                                                        | Kat. | Typ | Standort                                 | Beschreibung |
| ---- | --- | ----------------------------------------------------------------------------- | ---- | --- | ---------------------------------------- | ------------ |
| BW   | Datei hochladen · Wikidata zu Schlösschen Wilihof (1575, 1680) mit Park, Landwirtschafts- und Nebenbauten (Q1167117) | Schlösschen Wilihof mit Park, Landwirtschafts- und Nebenbauten KGS-Nr.: 04522 | B    | G   | Wilihof 7 611474 / 230475                |              |
| BW   | Datei hochladen · Wikidata zu Pfarrhaus mit Pfarrscheune (Q29880666)                                                 | Pfarrhaus mit Pfarrscheune KGS-Nr.: 13499                                     | B    | G   | Derendingerstrasse 5, 5a 613725 / 228951 |              |
| BW   | Datei hochladen · Wikidata zu Pfarrkirche St. Maria (Q29880667)                                                      | Pfarrkirche St. Maria KGS-Nr.: 13500                                          | B    | G   | Derendingerstrasse 4 613681 / 228939     |              |
| BW   | Datei hochladen · Wikidata zu Wohnhaus 1783 (Q29880671)                                                              | Wohnhaus KGS-Nr.: 13501                                                       | B    | G   | Derendingerstrasse 2 613680 / 228969     |              |
| BW   | Datei hochladen · Wikidata zu Altes Schulhaus. (Q29880657)                                                           | Altes Schulhaus KGS-Nr.: 13503                                                | B    | G   | Wangenstrasse 1 613688 / 229051          |              |
| BW   | Datei hochladen · Wikidata zu Kapelle St. Antonius. (Q29880661)                                                      | Kapelle St. Antonius KGS-Nr.: 13949                                           | B    | G   | Derendingerstrasse 4a 613693 / 228913    |              |